# Maximilianus Transylvanus

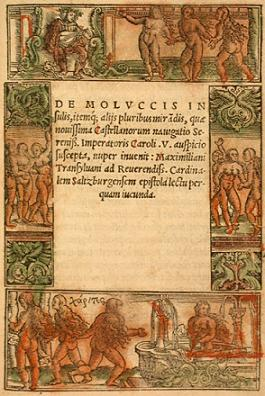
Capa da primeira edição do livro De Moluccis Insulis de Maximilianus Transilvanus.

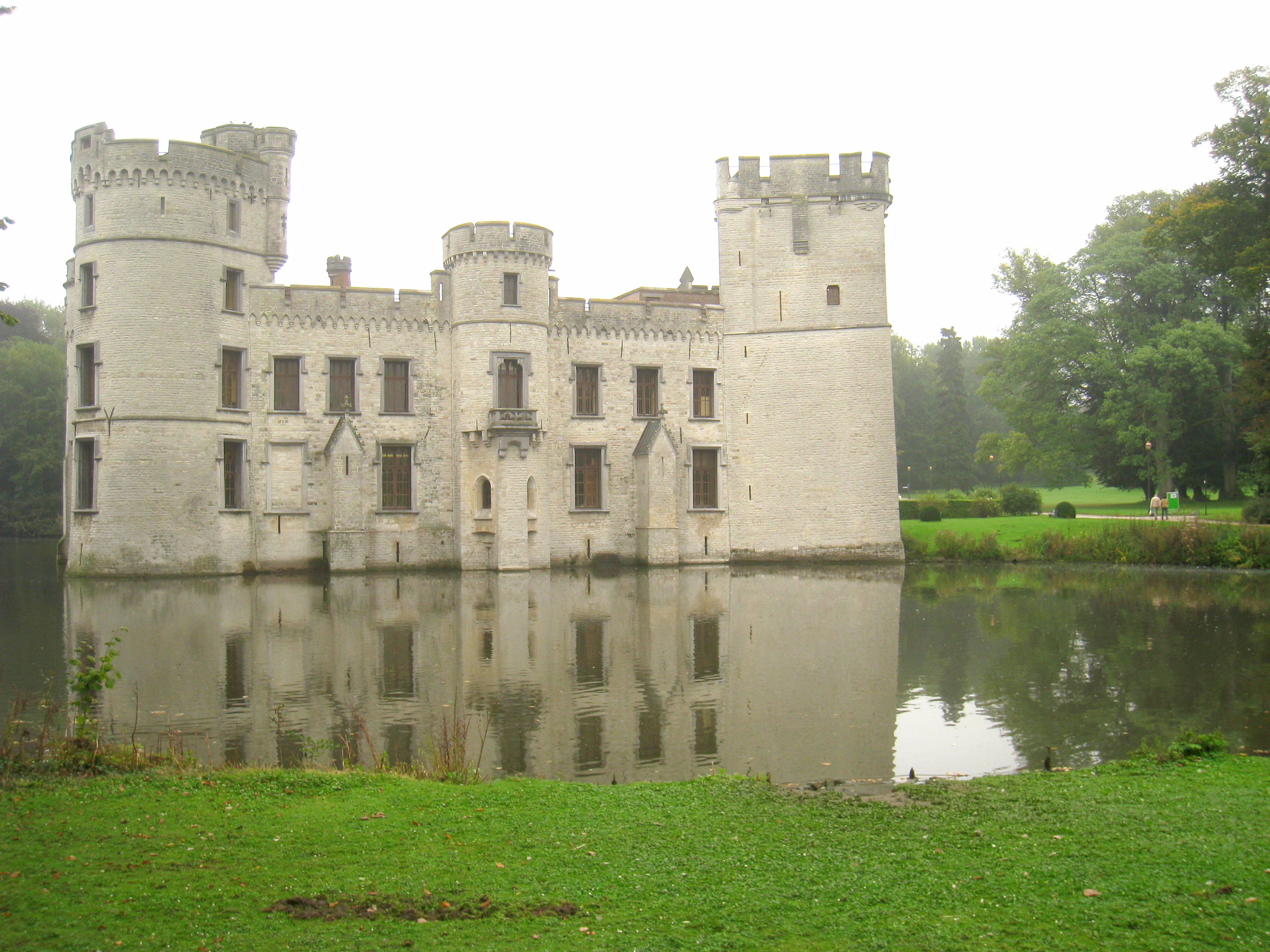
O Castelo de Bouchout em Meise, perto de Bruxelas, adquirido em 1537 por Maximilianus Transylvanus. O imóvel está presentemente integrado no Plantentuin Meise (Jardim Botânico de Meise), um jardim botânico que até 2014 foi o Jardim Botânico Nacional da Bélgica.

Maximilianus Transilvanus (1485 a 1490 — Bruxelas, 1538), também Maximilian van Zevenbergen, Maximiliaen von Sevenborgen ou Max von Zwerenberg,  conhecido por Transylvanus, Transylvanianus, por vezes  Maximiliano Transilvano, foi um humanista, cortesão e secretário pessoal do imperador Carlos V, mais conhecido como o autor do primeiro relato publicado da expedição Magalhães-Elcano (1519-1522). Existem várias incertezas e lendas sobre a sua vida e especulou-se que o apelido indicava que tinha nascido na região da Transilvânia, mas atualmente acredita-se que seja uma tradução do apelido paterno, van Zevenbergen, que significa também da Transilvânia em neerlandês.

## Biografia
Não se sabe ao certo quando e onde nasceu Transilvano e há controvérsia sobre se o nome Maximilian van Zevenbergen está relacionado com a cidade de Zevenbergen, no Brabant, ou indica uma possível origem da Transilvânia, que em holandês é Zevenburgen e em latim Transylvanus. Pensa-se que terá nascido em Bruxelas entre 1485 e 1490 e que era filho de Lucas van Zevenbergen, um ourives e empregado da corte do imperador Maximiliano I do Sacro Império Romano-Germânico.
A sua primeira aparição pública documentada foi na Dieta de Constança em 1507, onde declamou um poema em latim. Alguns anos mais tarde, entrou ao serviço do arcebispo de Salzburgo, Matthäus Lang von Wellenburg, como secretário, e realizou missões diplomáticas em Inglaterra (1511) e em Itália (1512). Em 1514 e 1515 esteve na corte de Fernando, o Católico, onde conviveu com o humanista Pietro Martire d'Anghiera, mais conhecido por Pedro Mártir, de quem terá sido discípulo.
Na história regional de Württemberg, o seu nome aparece em 1520 como representante em Stuttgart do imperador Carlos V, designado como Maximilian van Zevenberghen ou também Max von Zwerenberg, depois do duque Ulrich de Württemberg ter sido expulso do seu ducado em 1519.
A primeira obra literária publicada por Transilvano foi um livro em latim, impresso em Antuérpia no final de 1519, no qual descreve o momento em que o rei Carlos I de Espanha recebeu em Molins de Rei, na Catalunha, a notícia da sua eleição como Sacro Imperador Romano-Germânico que ocorrera a 28 de junho daquele ano de 1519. O título da obra é Legatio ad sacratissimum ac invictum divum caesarem Carolum ab reverendissimis sacri Romani imperii principibus electoribus. Nesta fase, Maximiliano já servia Carlos I como assistente pessoal e, como tal, seguia de perto o monarca.
Em 1521, participou da Dieta de Worms, onde foi responsável por listar as obras de Martinho Lutero que foram condenadas. Por volta da mesma altura, conheceu Erasmo de Roterdão, com quem se correspondeu posteriormente. No ano seguinte, seguiu o imperador para Espanha, onde se encontrava quando a carraca Victoria regressou da viagem de circum-navegação inicialmente liderada por Fernão de Magalhães.
Transilvano estava presente em Valladolid quando Juan Sebastián Elcano e outros sobreviventes da primeira circum-navegação chegaram à Corte para apresentar um relatório ao rei. A esposa de Transilvano, Francisca de Haro, era sobrinha do comerciante Cristóbal de Haro, que tinha investido capital na expedição de Magalhães, pelo que se presume que Transilvano estaria particularmente interessado em conhecer os seus resultados. Com base nos relatos que ouviu, compôs uma epístola em latim sobre o assunto dirigida a Matthäus Lang von Wellenburg, o arcebispo de Salzburgo e seu antigo empregador, datada de 1522.
A carta, que com uma ortografia actualizada tem o título de Epistola di Massimiliano Transilvano, secretario della maestà dello imperatore, scritta allo illustrissimo e reverendissimo signore il signore cardinal Salzuburgense, della ammirabile e stupenda navigazione fatta per gli Spagnuoli lo anno MDXIX attorno il mondo (em português Carta de Maximiliano Transilvano, Secretário de Sua Majestade o Imperador, escrita ao ilustre e honrado Cardeal de Salzburgo, sobre a admirável e espantosa viagem marítima que os espanhóis efectuaram à volta do mundo em 1519), foi rapidamente entregue a um tipógrafo, que a publicou em Colónia em janeiro de 1523 com o título De Moluccis Insulis.
Seguiram-se edições em Paris em julho e em Roma em novembro do mesmo ano. A epístola de Transilvânio foi editada várias vezes ao longo das décadas seguintes e incluída por Giovanni Battista Ramusio na sua famosa compilação de relatos de viagem Delle navigationi et viaggi (Sobre viagens por mar e terra). A primeira tradução espanhola foi publicada no século XIX, na Colección de los Viages de Martín Fernández de Navarrete.
A obra  constitui o mais antigo relato publicado da primeira circum-navegação do mundo por Magalhães e Elcano (1519-1522), e para a sua elaboração o autor entrevistou os sobreviventes do Victoria. Como era parente de Cristóbal de Haro, um dos patrocinadores da expedição terá tido acesso privilegiado à informação. O seu relatório De Moluccis Insulis (Sobre as Ilhas Molucas) é, juntamente com os relatórios de Antonio Pigafetta e Petrus Martyr, uma das fontes mais importantes sobre a expedição.
Para além disso, a obra De Moluccis Insulis foi o primeiro relato da expedição Magalhães-Elcano a ser publicado, antes de uma epístola semelhante escrita por Pedro Mártir, que só veio a público  em 1530, e do relato de Antonio Pigafetta, publicado em Paris em 1525.
No final da década de 1520 regressou aos Países Baixos Espanhóis, onde entrou ao serviço da governadora Margarita de Áustria. Com a morte da sua esposa Francisca em 1530, Transilvano casou-se novamente com Catarina de Mol, com quem teve duas filhas.
Faleceu em 1538, depois de ter obtido um título de nobreza e duas residências de prestígio: uma mansão em Bruxelas e o palácio Bouchout em Meise.